# Lacepede Channel
Lacepede Channel är ett sund i Australien. Det ligger i delstaten Western Australia, omkring 1 800 kilometer norr om delstatshuvudstaden Perth.
Trakten runt Lacepede Channel är nära nog obefolkad, med mindre än två invånare per kvadratkilometer. Savannklimat råder i trakten. Genomsnittlig årsnederbörd är 1 244 millimeter. Den regnigaste månaden är januari, med i genomsnitt 409 mm nederbörd, och den torraste är augusti, med 1 mm nederbörd.